# مساعدة دولية

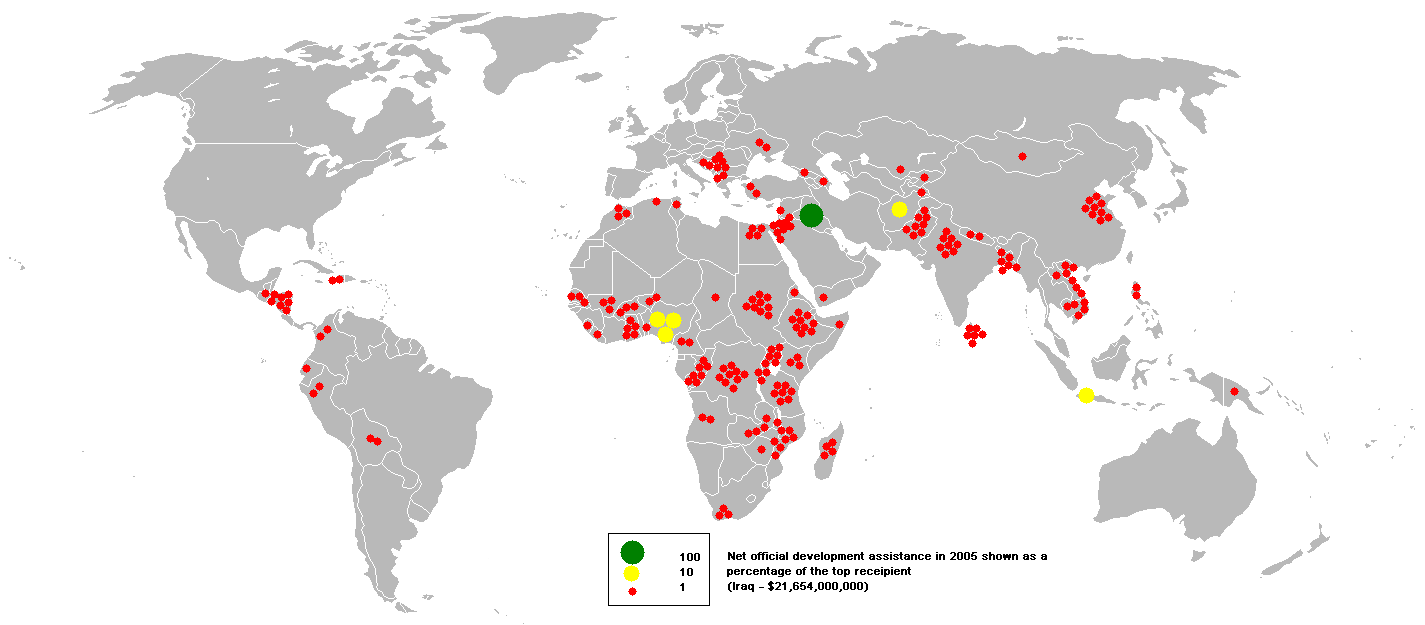
خريطة تبين توزع المساعدات الدولية للدول النامية سنة 2005.

في العلاقات الدولية، تعتبر المساعدة الدولية (المعروفة أيضًا باسم المساعدات الدولية أو المساعدات الخارجية أو المعونات الخارجية أو المساعدات الاقتصادية أو المساعدات الأجنبية) -من منظور الحكومات- تحويلًا طوعيًا للموارد من دولة إلى أخرى.
قد تخدم المساعدة مهمة واحدة أو أكثر: يمكن إعطاؤها كإشارة للموافقة الدبلوماسية، أو لتقوية حليف عسكري، أو لمكافأة الحكومة على السلوك الذي يرغب فيه المانح، أو لتوسيع التأثير الثقافي للمانح، أو لتوفير البنية التحتية التي يحتاجها المانح لاستخراج الموارد من البلد المتلقي، أو للحصول على أنواع أخرى من الوصول التجاري. قد تقدم الدول المُساعدة لأسباب دبلوماسية أخرى. غالبًا ما تكون الأغراض الإنسانية والإيثارية من أسباب المساعدة الأجنبية.
يمكن تقديم المساعدة من قبل الأفراد أو المنظمات الخاصة أو الحكومات. تختلف المعايير التي تحدد بالضبط أنواع التحويلات التي تعتبر «مساعدة» من بلد إلى آخر. مثلًا: أوقفت حكومة الولايات المتحدة الإبلاغ عن المساعدات العسكرية باعتبارها جزءًا من أرقام المساعدات الخارجية في عام 1958. المقياس الأكثر استخدامًا هو «المساعدة الإنمائية الرسمية».

## التعاريف والمقاصد
تحدد لجنة المساعدة الإنمائية التابعة لمنظمة التعاون الاقتصادي والتنمية مقياس المساعدة الخاص بها، المساعدة الإنمائية الرسمية، على النحو التالي: «تتألف المساعدة الإنمائية الرسمية من التدفقات إلى البلدان النامية والمؤسسات المتعددة الأطراف التي تقدمها الوكالات الرسمية، بما في ذلك حكومات الولايات والحكومات المحلية، أو الوكالات التنفيذية التابعة لها، والتي تستوفي كل معاملة منها الاختبار التالي: أ) تدار مع تعزيز التنمية الاقتصادية ورفاهية البلدان النامية كهدف رئيسي لها، ب) أنها تتسم بطبيعة ميسرة وتتضمن عنصر للمنح لا يقل عن 25% (محسوبة بمعدل خصم 10%)». زادت المساعدات الخارجية منذ خمسينيات وستينيات القرن العشرين. بحسب نموذج تشنريا وستراوت ثنائي الفجوة فإن المساعدات الخارجية تزيد من الأداء الاقتصادي وتولد النمو الاقتصادي. زعم تشنريا وستراوت (1966) أن المساعدات الخارجية تعزز التنمية فهي تعتبر إضافة للمدخرات المحلية وتوفر النقد الأجنبي، مما يساعد على سد فجوة المدخرات والاستثمار أو فجوة التصدير والاستيراد.
تعرّف كارول لانكستر المساعدة الخارجية على أنها «تحويل طوعي للموارد العامة، من حكومة إلى حكومة أخرى مستقلة، إلى منظمة غير حكومية، أو إلى منظمة دولية (مثل البنك الدولي أو برنامج الأمم المتحدة الإنمائي) مع ما لا يقل عن 25 في المئة من عنصر المنح، وأحد أهدافها هو تحسين الحالة الإنسانية في الدولة التي تتلقى المساعدة».
تَذكر لانكستر أيضًا أنه خلال معظم فترة دراستها (الحرب العالمية الثانية حتى الوقت الحاضر) «استخدِمت المساعدة الخارجية لأربعة أغراض رئيسية: الدبلوماسية (بما في ذلك المصالح العسكرية/الأمنية والسياسية في الخارج)، والتنمية، والإغاثة الإنسانية، والتجارية».

## أنواع
يمكن تصنيف نوع المساعدة المقدمة وفقًا لعوامل مختلفة، بما في ذلك الغرض المقصود منها، والشروط أو الظروف (إن وجدت) التي تُقدم بموجبها، ومصدرها، ومستوى الحاجة الملحة.

### الغرض المقصود
ويمكن تصنيف المساعدة الرسمية حسب الأنواع وفقًا للغرض المقصود منها. المساعدة العسكرية هي مساعدة مادية أو لوجستية تُعطى لتعزيز القدرات العسكرية لدولة حليفة. المساعدات الإنسانية هي مساعدة مادية أو لوجستية تُقدم للأغراض الإنسانية، وعادة ما تكون استجابة للأزمات الإنسانية مثل الكوارث الطبيعية أو الكوارث التي يصنعها الإنسان.

### صلاحيات أو شروط الاستلام
يمكن تصنيف المساعدات حسب الشروط المتفق عليها بين المانحين والدول المتلقية. في هذا التصنيف، يمكن أن تكون المساعدة هدية، أو منحة، أو قرضًا بفائدة منخفضة أو دون فائدة، أو مزيجًا بينهما. تتأثر صلاحيات المساعدة الخارجية في كثير من الأحيان بدوافع المانح: كإشارة للموافقة الدبلوماسية، أو لمكافأة الحكومة على السلوك الذي يرغب فيه المانح، أو لتوسيع التأثير الثقافي للمانح، أو لتوفير البنية التحتية التي يحتاجها المانح لاستخراج الموارد من البلد المتلقي، أو للحصول على أنواع أخرى من الوصول التجاري.